# Nymphaion (Krim)

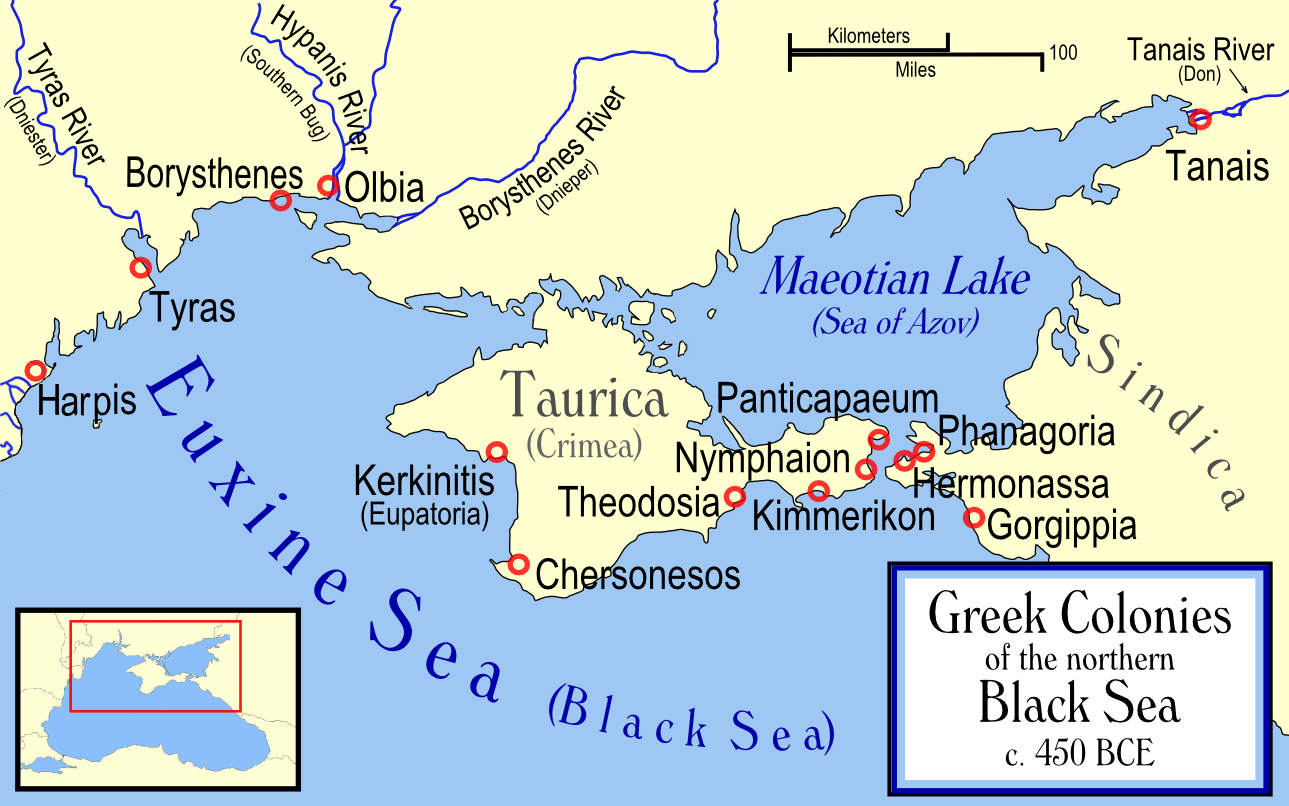
Karte der griechischen Städte am nördlichen Schwarzen Meer

Nymphaion (altgriechisch Νυμφαῖον, Νύμφαιον oder Νυμφαία) ist eine antike Stadt am europäischen Ufer des kimmerischen Bosporus, ca. 15 Kilometer südlich von Pantikapaion, in der Nähe des heutigen Kertsch an der Südostküste der Krim. 
Der Ort wurde im 6. Jahrhundert v. Chr. von Griechen in skythischem Gebiet gegründet und stand von 444 v. Chr. bis um 400 v. Chr. unter der Oberhoheit Athens, bevor die antike Stadt dem Bosporanischen Reich eingegliedert wurde.
Im 4. Jahrhundert wurde der Ort aufgegeben. 
Die Gräberfelder aus Nymphaion stammen sowohl aus griechischer wie auch aus skythischer Zeit (Kurgane). 1982 wurde in Nymphaion ein Fresko mit Inschriften und Darstellungen aus dem 3. Jahrhundert v. Chr. entdeckt.